# Campionato nordirlandese di calcio
Il campionato nordirlandese di calcio è un insieme di tornei nazionali e regionali posti sotto l'egida della Federazione calcistica dell'Irlanda del Nord (Irish Football Association, IFA). 
Il campionato consta di 7 livelli. I livelli calcistici in Irlanda del Nord sono tradizionalmente classificati come senior, intermediate o junior. I primi due livelli, Premiership e Championship, sono organizzati a livello nazionale e richiedono specifiche licenze di partecipazione. Il terzo livello è rappresentato dalla Premier Intermediate League, serie apicale del livello intermediate, della quale fanno parte anche squadre riserva delle società partecipanti ai primi due livelli; è connesso agli altri livelli tramite un meccanismo di promozioni e retrocessioni, che sono subordinate al possesso delle licenze di partecipazione ai campionati. A partire dalla stagione 2010-2011 è stata data la possibilità di avere promozioni e retrocessioni dalle quattro serie intermedie organizzate a livello regionale, solamente se determinati requisiti sono rispettati dalle squadre vincitrici di ciascuna delle quattro serie.
I primi tre livelli del campionato nordirlandese sono gestiti dalla Northern Ireland Football League.

## Storia
Il calcio fa la sua apparizione in Irlanda nel 1878, quando due club scozzesi, il Queens Park ed il Caledonians, si esibiscono all'Ulster Cricket Ground di Ballynafeigh. L'evento fu promosso da John M. McAlery che scoprì il gioco durante una sua visita ad Edimburgo, in Scozia.
Due anni più tardi, il 18 novembre 1880, al Queens Hotel di Belfast, fu fondata l'Irish Football Association (IFA) e McAlery ne fu il primo segretario. Nacque così la quarta Federazione nazionale, dopo quelle di Inghilterra, Scozia e Galles. I club partecipanti a questo storico incontro furono quelli di Cliftonville, il più antico d'Irlanda, Avoneil, Distillery, Knock, Oldpark, Moyola Park e Limavady-based Alexander.
Eletto presidente, Spencer Chichester si adoperò subito per organizzare una competizione tra queste squadre. Il 9 aprile del 1881 il Moyola Park vince il primo trofeo ufficiale irlandese, la Coppa, sconfiggendo con il risultato di 1-0 il Cliftonville.

La prima partita internazionale fu giocata sul campo del Knock, a Bloomfield, nel 1882 e vide affrontarsi le nazionali di Irlanda ed Inghilterra. Il risultato finale fu di 13-0 per gli ospiti.
Bisogna aspettare ancora qualche anno prima che si organizzi un vero e proprio campionato nazionale e precisamente il 1890, anno di partenza della Belfast & District League. Il torneo, composto da 8 squadre (Clarence, Cliftonville, Distillery, Glentoran, Linfield, Milford, Oldpark e Ulster), vide l'affermazione del Linfield di Belfast, vincitore, in quell'anno, anche della Coppa.
Nel 1921, con la formazione in Irlanda di uno "Stato Libero" e con la conseguente decisione da parte dell'Irlanda del Nord di continuare a far parte del Regno Unito, si verificò la costituzione di un nuovo campionato. Dalla stagione 1921/22 si ebbero quindi due tornei distinti, quello irlandese e quello nordirlandese.

## Struttura corrente
| Livello | Serie                                                  | Serie                                             | Serie                                            |
| ------- | ------------------------------------------------------ | ------------------------------------------------- | ------------------------------------------------ |
| 1       | Premiership 12 club                                    | Premiership 12 club                               | Premiership 12 club                              |
| 2       | Championship 12 club                                   | Championship 12 club                              | Championship 12 club                             |
| 3       | Premier Intermediate League 14 club                    | Premier Intermediate League 14 club               | Premier Intermediate League 14 club              |
| 4       | Ballymena & Provincial League Premier Division 14 club | Mid-Ulster Football League Intermediate A 14 club | Northern Amateur League Premier Division 14 club |
| 5       |                                                        | Mid-Ulster Football League Intermediate B 13 club | Northern Amateur League Division 1A 14 club      |
| 6       |                                                        |                                                   | Northern Amateur League Division 1B 14 club      |
| 7       |                                                        |                                                   | Northern Amateur League Division 1C 13 club      |

Ad esse si aggiunge, per la sola stagione 2008-2009, la Interim Intermediate League, un campionato organizzato dalla IFA e composto da tutte quelle squadre precedentemente appartenenti alla Intermediate League (organizzata dalla IFA e soppressa nel 2008) alle quali è stata data la possibilità di usufruire di un anno di tempo per mettersi in regola con i criteri necessari per partecipare alla Championship.